# Tall Ar Szarkijja
Tall Ar Szarkijja (arab. تل عار شرقية) – wieś w Syrii, w muhafazie Aleppo. W 2004 roku liczyła 525 mieszkańców.